# Leucochlaena argentea
Leucochlaena argentea là một loài bướm đêm trong họ Noctuidae.